# إيغور (لاعب كرة قدم مواليد 1989)
إيغور هو لاعب كرة قدم برازيلي في مركز الهجوم، ولد في 16 ديسمبر 1989 في كويابا في البرازيل. لعب مع جمعية بورتوغيزا الرياضية ونادي بارانا ونادي سي آر بي ونادي كويابا.

## وصلات خارجية
- إيغور (لاعب كرة قدم مواليد 1989) على موقع قاعدة بيانات كرة القدم.إي يو (الإنجليزية)
- إيغور (لاعب كرة قدم مواليد 1989) على موقع Soccerway.com (الإنجليزية)